# 斡脱赤
斡脱赤，蒙古帝国官员，姓伽乃氏，迦叶弥儿（克什米尔）人。
斡脱赤和弟弟那摩一起学佛。斡脱赤对兄弟说：“世道混乱，我国将亡，东北有天子气，为什么不去归附。”于是一起去蒙古帝国，被窝阔台礼遇。贵由让斡脱赤佩金符，奉使去视察民间疾苦。蒙哥时，斡脱赤显贵被重用，领迦叶弥儿万户，他奏请：“迦叶弥儿是西陲小国，尚未臣服，请派我去招降他们。”蒙哥命他和近侍前去。迦叶弥儿国主不从，将他杀死，蒙古发兵诛杀迦叶弥儿国主。当时斡脱赤之子铁哥才四岁。元贞元年（1295年）封斡脱赤为代国公，谥忠遂。